# Новоалексієвська сільська адміністрація
Новоалексі́євська сільська адміністрація (каз. Новоалексеев ауылдық әкімдігі, рос. Новоалексеевская сельская администрация) — адміністративна одиниця у складі Алтинсаринського району Костанайської області Казахстану. Адміністративний центр та єдиний населений пункт — село Новоалексієвка.
Населення — 657 осіб (2021; 1079 у 2009, 1906 у 1999, 2362 у 1989).
Станом на 1989 рік існувала Новоалексієвська сільська рада (села Анастасьєвка, Анновка, М'ясищевка, Новоалексієвка). Село Анновка було ліквідоване 2017 року. До 11 січня 2019 року адміністрація мала статус сільського округу.

## Склад
До складу адміністрації входять такі населені пункти:
| Населений пункт      | Старі назви | Населення, осіб (1989) | Населення, осіб (1999) | Населення, осіб (2009) | Населення, осіб (2021) |
| -------------------- | ----------- | ---------------------- | ---------------------- | ---------------------- | ---------------------- |
| Анастасьєвка, село   | -           | 22                     | -                      | -                      | -                      |
| М'ясищевка, село     | -           | 48                     | -                      | -                      | -                      |
| Новоалексієвка, село | -           | 1955                   | 1642                   | 1034                   | 655                    |
| --Анновка, село      | -           | 337                    | 264                    | 45                     | 2                      |